# بارني لوتز
بارني لوتز (بالإنجليزية: Barney Lutz)‏ هو لاعب كرة قاعدة أمريكي، ولد في 20 أغسطس 1915، وتوفي في 11 يوليو 1966.

## وصلات خارجية
- بارني لوتز على موقعبيزبول رفرنس.كوم (الدوري الثانوي) (الإنجليزية)